# Earophila rigidata
Earophila rigidata är en fjärilsart som beskrevs av Walker 1863. Earophila rigidata ingår i släktet Earophila och familjen mätare. Inga underarter finns listade i Catalogue of Life.